# Ващенко, Илья Михайлович
Илья Михайлович Ващенко (2 августа 1937, Кировоградская область, Украинская ССР — 2 июня 2021) — советский и российский учёный, педагог, доктор биологических наук (1982), профессор (1983), академик Международной академии наук информации, информационных процессов и технологий. Награждён нагрудными знаками «За отличные успехи в работе», «Почетный работник высшего образования России» (1997), медалями «Ветеран труда» (1998), "В память 850-летия Москвы (1997), «N. Wiener’s» (2006), «100 лет профсоюзам России». Лауреат премии Правительства Российской Федерации в области образования (2009).

## Биография
Родился Илья Михайлович 2 августа 1937 в Кировоградской области. В 1956 году окончил Знаменский агролесомелиоративный техникум, затем поступил на агрономический факультет Ленинградского сельскохозяйственного института, который окончил в 1960 году. В годы обучения в аспирантуре на кафедре физики и мелиорации почв биолого-почвенного факультета МГУ выезжал в экспедиции. В 1966 году защитил кандидатскую диссертацию на тему «Корневая система плодовых культур и винограда на песчаных землях Нижнего Дона в связи с их физическими свойствами». С 1970 года Илья Михайлович преподаёт в Московском педагогическом государственном институте им. В. И. Ленина: заведующий кафедрой сельского хозяйства (1970), в 1984—1994 годах — декан биолого-химического факультета, в 1996—2012 годах — первый проректор по учебной работе — контролю качества образования. Илья Михайлович Ващенко является разработчиком курса «Основы сельского хозяйства» (в настоящее время «Биологические основы сельского хозяйства»).
В 1982 году Илья Михайлович защитил докторскую диссертацию на тему «Почвенно-биологические основы освоения песчаных земель юга и юго-востока СССР под плодово-ягодные насаждения».

## Научные труды
Илья Михайлович Ващенко является автором более 160 научных работ среди которых: «Почвенно-экологические взаимосвязи экосистемы легкая почва-садовое растение в засушливых областях». (Труды международной конференции по экологической морфологии растений, посвященной памяти И. Г. Т. И. Серебряковых), «Стратегия повышения качества педагогического образования в Вузе» (монография), «Полевая практика по биологическим основам сельского хозяйства (почвоведение, земледелие)», «Основы почвоведения» (учебное пособие) и другие.

## Награды
- Медаль «В Память 850-летия Москвы»(1997),
- Медаль «Ветеран труда» (1998),
- Лауреат премии Правительства Российской Федерации в области образования (2009).